# Caherconree
Caherconree är ett berg i republiken Irland. Det ligger i grevskapet Ciarraí och provinsen Munster, i den sydvästra delen av landet. Toppen på Caherconree är 835 meter över havet. Caherconree ingår i Slieve Mish Mountains.
Terrängen runt Caherconree är kuperad. Havet är nära Caherconree åt nordväst. Den högsta punkten i närheten är Baurtregaun, 851 meter över havet, 1,7 km öster om Caherconree. Trakten runt Caherconree består i huvudsak av hed.